# 苫小牧ラジオ中継局
苫小牧ラジオ中継局（とまこまいラジオちゅうけいきょく）は、北海道苫小牧市にある中波放送の中継局。

## 概要
- 苫小牧市内にあり胆振総合振興局管内中部などへ電波を発射している。
- 民放である北海道放送とSTVラジオ（送信所設備の維持管理は親会社の札幌テレビ放送に委託）の中継局のみ設置され、NHK室蘭放送局は第1放送・第2放送はもちろん、FM放送も設置されておらず、第1放送と第2放送は江別ラジオ放送所を、FM放送は札幌送信所から出ている電波をそれぞれ受信することになる。本来苫小牧市は室蘭放送局の放送区域だが、テレビとは異なり、札幌放送局の番組を受信することになる（2025年2月現在室蘭放送局は独自のラジオ番組を制作していないため、札幌放送局と番組編成は大差ない）。
- また、FMラジオの中継局は、先述のNHK室蘭放送局だけではなく、民放のAIR-G'とFM NORTH WAVEも苫小牧市内には設置されておらず、これらも札幌送信所から出ている電波を受信することになる。
- 2023年（令和5年）9月1日に開局したFMとまこまいの送信所は苫小牧市役所屋上に設置されている。

## 中継局概要
| 周波数  | 放送局名  | 呼出符号 | 空中線 電力 | 放送対象地域 | 放送区域 内世帯数 | 所在地 （苫小牧市） |
| ------- | --------- | -------- | ----------- | ------------ | ----------------- | ------------------- |
| 801kHz  | HBCラジオ | JOTN     | 100W        | 北海道       | -                 | 真砂町字高丘        |
| 1440kHz | STVラジオ | なし     | 1kW         | 北海道       | -                 | 植苗地区            |

- 両局とも札幌本局をフォローするために設置されている。
- HBCラジオは1985年（昭和60年）開局[1]
- STVラジオはHBCと異なり、札幌局と室蘭局と精密同一周波数放送を実施している[2]関係で苫小牧・室蘭地区も札幌管内として扱っている（ローカルSB時間帯は札幌親局と同一内容のCMを放送）。

## 放送エリア
- HBCラジオ：白老町東部からむかわ町に至る各市町村
- STVラジオ：登別市東部から様似町に至る各市町村